# Skýcov
Skýcov (Hongaars: Kicő) is een Slowaakse gemeente in de regio Nitra, en maakt deel uit van het district Zlaté Moravce.
Skýcov telt 1.032 inwoners.